# Еван Стюарт (стрибун у воду)
Еван Стюарт (11 червня 1975) — зімбабвійський стрибун у воду.
Учасник Олімпійських Ігор 1992, 1996, 2000 років.
Чемпіон світу з водних видів спорту 1994 року.
Переможець Ігор Співдружності 1998 року, призер 1994 року.